# Mrákotín (district de Jihlava)
Pour les articles homonymes, voir Mrákotín.
Mrákotín (en allemand : Mrakotin) est un bourg (městys) du district de Jihlava, dans la région de Vysočina, en République tchèque. Sa population s'élevait à 885 habitants en 2024.

## Géographie
Mrákotín se trouve à 6 km à l'ouest de Telč, à 28 km au sud-ouest de Jihlava et à 120 km au sud-est de Prague.

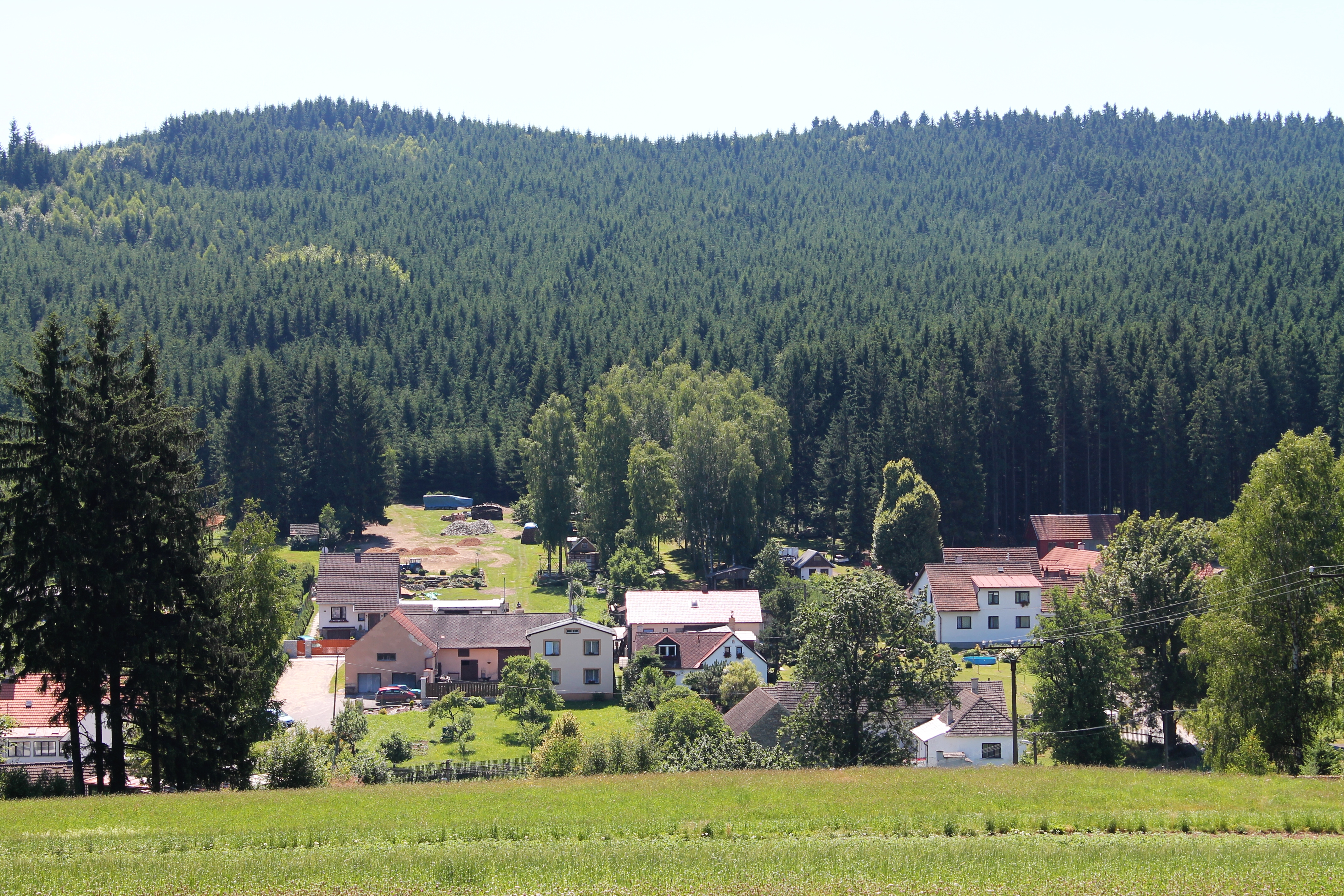
Le hameau de Dobrá Voda.
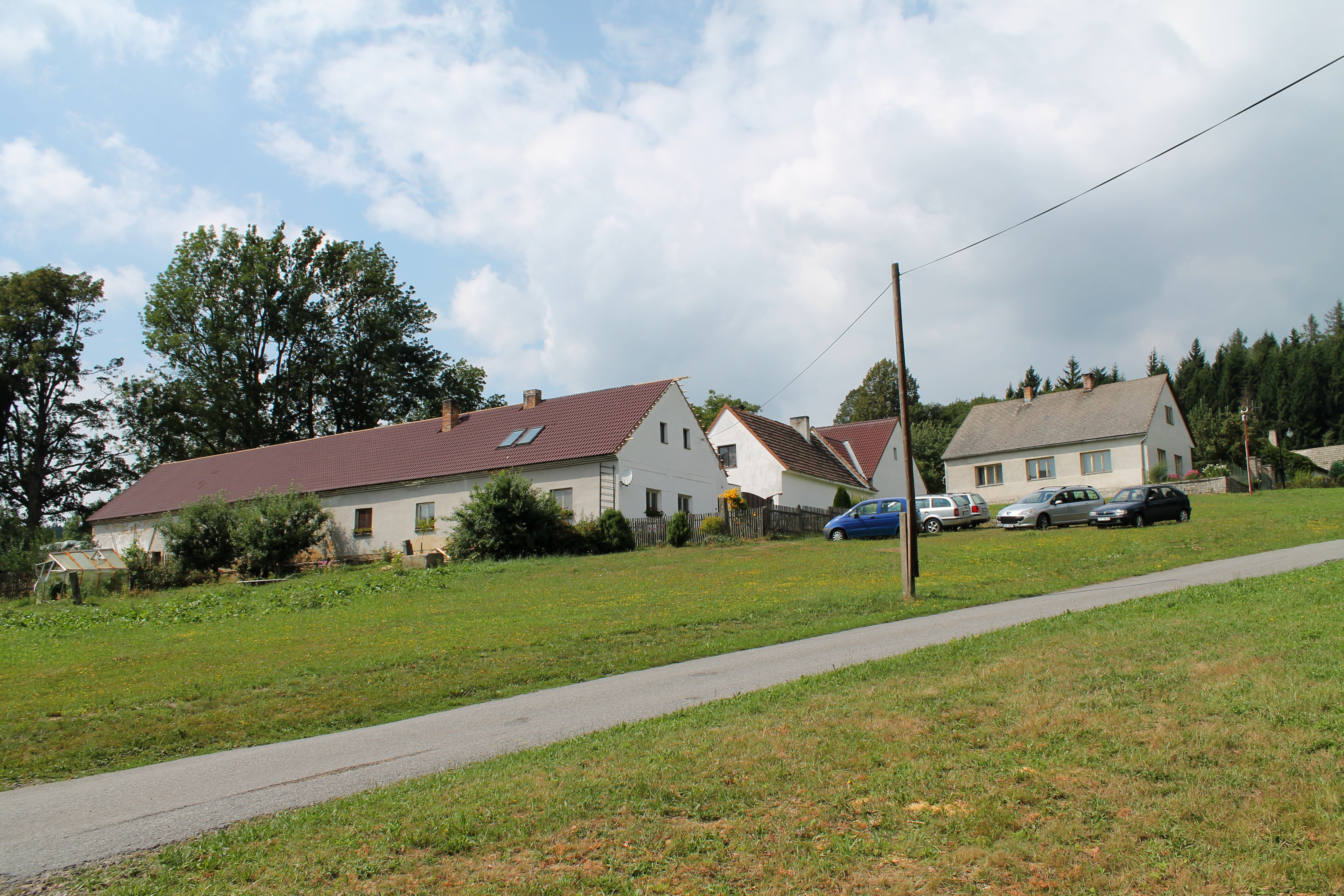
Le hameau de Praskolesy.

La commune est limitée par Kaliště au nord, par Řásná, Lhotka, Hostětice, Krahulčí et Borovná à l'est, par Borovná, Olší et Volfířov au sud, et par Studená et Klatovec à l'ouest.

## Histoire
La première mention écrite de la localité date de 1303. Mrákotín a le statut de městys depuis le 23 janvier 2007.

## Administration
La commune se compose de trois sections :
- Mrákotín
- Dobrá Voda
- Praskolesy

## Transports
Par la route, Mrákotín se trouve à 7 km de Telč, à 35 km de Jihlava et à 151 km de Prague.